# Mângureni
Mângureni – wieś w Rumunii, w okręgu Vâlcea, w gminie Nicolae Bălcescu. W 2011 roku liczyła 155 
mieszkańców.